# 파로브 스텔라
파로브 스텔라(독일어: Parov Stelar, 1974년 11월 27일 ~ )는 오스트리아 출신의 디스크자키이며, 본명은 마르쿠스 퓌레더(독일어: Marcus Füreder)이다. 그의 음악적 색깔은 빠른 비트의 하우스그루브와 자유로움의 재즈로 설명할 수 있다. 그는 무대나 안락의자에 알맞은 현대적 비트와 1930년대 재즈의 리듬을 활용한 자신의 강렬한 리믹스를 가진 세계적 DJ이다. 그의 옛것과 새것이 만난 사운드는 스팀펑크나 네오 빅토리안으로 표현된다. 파로브 스텔라는 현 에타주 느와르 레코딩스의 CEO이다.

## 외부 사이트
- 공식 홈페이지
- etagenoir.com
- 마이스페이스